# 2014年ベトナム反中デモ
ベトナム反中デモ（ベトナムはんちゅうデモ、ベトナム語：Biểu tình phản đối Trung Quốc tại Việt Nam năm 2014 / 表情反對中國在越南𢆥2014）とは、2014年5月13日よりベトナム社会主義共和国の各地で発生している、中華人民共和国に対して抗議するデモ活動である。

## 起因
衝突の原因は、南シナ海のベトナムが主張する排他的経済水域に、違法設置した中国海洋石油総公司の石油掘削リグをめぐり、ベトナムと中国の艦船の衝突が相次いだことにより発生した。

## 影響
一部のデモ参加者は暴徒化し、中国本土の企業に限らず、漢字の看板を掲げる企業を見るだけで、襲撃を仕掛けた。故に、同じ漢字文化圏であるが、中華人民共和国とは全く関係ない、ベトナムに事業拠点を置く複数の台湾・香港・日本・韓国、シンガポール、マレーシアの企業が、被害に遭った。
デモ活動が行われている地域の中には、デモ隊が暴動を起こすことによって多くの死者を出したり拘束される者を出している所も存在する。
ホーチミン日本人学校は安全確保のため、臨時休校とする措置を採った。
その後、8月27日、レ・ホン・アインベトナム共産党書記局常務書記が、中国へ特使として訪中し習近平中国共産党総書記と会談した。その中で、ベトナム国内で相次いだ反中デモで被害を受けた中国企業や中国人労働者などに補償する考えを示した。

## 政府の対応

### ベトナム
ベトナム政府は、この抗議を「合法的な愛国主義」と評価した。しかしながら18日以降はデモの取り締まりに着手した。

### 中国
今回の暴動に対し、中華人民共和国外交部は2014年5月18日、「両国間の交流計画を部分的に中止する」との声明を発表した。「追加措置を取るかどうか検討する」とも警告、ベトナムの中国企業で働いていた中国人ら約３千人を帰国させたことも明らかにした。またベトナムで働いていた数千人の中国人をチャーター船で帰国させる措置を講じた。

### 香港
香港特別行政区政府は5月15日に、ベトナム旅行警告が「黄」を「紅」に改めた。
政府がベトナムでのビジネスマンを支援する方法を議論する為に、立法会工商事務委員会は5月20日の例会に議題を緊急挿入予定。議題の挿入を提案した方剛（委員長）は、フィリピンに対処するための制裁を倣って、ベトナム旅行警告を「黒」にアップグレードが必要と思うと述べた。

### 中華民国（台湾）
中華民国外交部は、ベトナム語と英語で「私は台湾人です、台湾から来ました」と記したシールを２万枚緊急印刷し、ベトナムで台湾系会社に配布した

### 日本
2014年5月14日、外務省は注意勧告を発令した（2014年7月23日に失効）。また菅義偉官房長官は「ベトナムの関係当局に邦人および日本企業の安全の確保、関係者の処罰・補償の問題に対する対応を申し入れた」と述べ、「在留邦人の人的被害はない」と語った